# Гексаплутонийжелезо
Гексаплутонийжелезо — бинарное неорганическое соединение
плутония и железа
с формулой FePu6,
кристаллы.

## Получение
- Сплавление стехиометрических количеств чистых веществ:

{\displaystyle {\mathsf {6Pu+Fe\ {\xrightarrow {428^{o}C}}\ FePu_{6}}}}

## Физические свойства
Гексаплутонийжелезо образует кристаллы
тетрагональной сингонии,
пространственная группа I 4/mcm,
параметры ячейки a = 1,0403 нм, c = 0,5347 нм, Z = 4,
структура типа гексауранмарганца U6Mn
.
Соединение образуется по перитектической реакции при 428°С.
По другим данным соединение плавиться при температуре 422°С.

## Химические свойства
- Разлагается при нагревании:

{\displaystyle {\mathsf {2FePu_{6}\ {\xrightarrow {>428^{o}C}}\ Fe_{2}Pu+11Pu}}}